# 金坪乡 (慈利县)
金坪乡，是中华人民共和国湖南省张家界市慈利县下辖的一个乡镇级行政单位。

## 行政区划
金坪乡下辖以下地区：
金坪村、龙溪村、丛木村、汤溪村、优富村、金富村、联坪村、云朝村、清凉村、金长村、华山村、福山村、渠溶村、福龙村和细毛村。